# Дік Адольф Якович
Адольф Якович Дік (1903–1979) — радянський інженер і винахідник, конструктор танку БТ-20 (А-20) — прототипу Т-34.

## Біографія
Народився в німецькій колонії Нью-Йорк.
В середині 1930-х років підвищенням прохідності колісно-гусеничних танків БТ займалася група ентузіастів на чолі з воєнтехніком 2-го рангу М. Ф. Цигановим. Під його керівництвом в автобронетанкових майстернях Харківського військового округу виготовили дослідні зразки танків БТ-2-ІС і БТ-5-ІС, в яких провідними були шість з восьми опорних катків (ІС — Йосип Сталін) .
Паралельно з експериментальними роботами групи Циганова подібні дослідження проводилися в Військовій академії механізації і моторизації РСЧА імені І. В. Сталіна (ВАММ ім. Сталіна) на кафедрі танків. Слухач академії воєнтехнік 1-го рангу А. Я. Дік також займався цими питаннями. У 1935—1936 роках в журналі «Механизация и моторизация РККА» з'явилися дві його статті з проблем рухливості танка. А. Я. Дік закінчив академію за фахом «Конструкції бойових машин» (диплом з відзнакою) і продовжив службу в Харківському військовому окрузі на посаді інженера 5-ї танкової бригади.
У лютому 1937 року він брав участь в проведенні військових випробувань трьох танків БТ-5-ІС, де познайомився з М. Ф. Цигановим і його роботами по створенню танків БТ-5-ІВ і БТ-СВ з похилим розташуванням броньових листів. Циганов для поліпшення захищеності танка БТ-5 запропонував розташовувати бортові листи корпусу не вертикально, а під кутом. Саме геометрія корпусу і башти танка Т-34 багато в чому схожа з обрисами танка БТ-СВ-2 .
На початку літа 1937 року військовий інженер 3-го рангу А. Я. Дік був зарахований ад'юнктом на кафедру танків Військової академії механізації і моторизації (ВАММ) ім. Сталіна, звідки його направили в Харків, на завод № 183, для проектування приводу колісного рушія і ходової частини танка БТ-7-Б-ІС, який розроблявся заводом. На допомогу А. Я. Діку зі складу КБ-190 відділу «100» виділили 30 чоловік дипломників ВАММ. Основною вимогою АБТУ РККА при видачі замовлення на проектування заводом № 183 танка БТ-7-Б-ІС була наявність шести провідних коліс. У постанові Комітету оборони № 94 від 15.8.1937 вказувалося, що завод № 183 в 1938 році повинен виготовити «дослідні зразки танка БТ-ІС з 6-ма провідними колесами, дизель-мотором, конічною вежею з 45-мм або 76-мм гарматою, з похилими листами підбашенної коробки з переходом до їх виробництва в 1939 році».
В умовах Великого терору, в жовтні 1937 обстановка на заводі № 183 загострилася. Прибула комісія констатувала, що очолюване А. Я. Діком ОКБ не справляється з дорученою справою. Почалися пошуки «винних» у спробі зриву урядового завдання. ОКБ розформували, його начальника заарештували. Після арешту Діка начальником КБ був призначений М. І. Кошкін .
За 58-ю статтею КК РРФСР А. Я. Дік отримав десять років таборів, відсидів повний термін. До кінця терміну в 1947 році, як ворог народу, був висланий на «вічне поселення» в місто Бійськ. У Бійську директором Бійського котельного заводу був Христофор Васильович Кулев, він не побоявся взяти на роботу за договором «ворога народу» і з 8 вересня 1950 року О. Я. Дік був прийнятий на роботу технологом ковальсько-пресового цеху. За роки роботи в Бійську він зробив чималий внесок в розвиток котельного виробництва; за один тільки 1950 рік їм було подано шість раціоналізаторських пропозицій, дві з них визнані винаходами. Серед багатьох винаходів Адольфа Яковича Діка відзначається наступне: він винайшов Трубозгинальний верстат Т-1, який отримав серед заводчан прізвисько «Слон», який використовується при виробництві конвективних пучків парових котлів серії ДКВ, ДКВР. Раніше труби гнули вручну, нагріваючи їх на горні. За одну зміну вдавалося зігнути всього 4-5 труб, оскільки процес був досить трудомістким. Винайдений Діком верстат, призначений саме для котлобудування, приніс величезну економію — 650 тис. рублів, що дозволило виконати річну програму за два місяці. Після 17 років заслання в 1964 році Адольф Якович отримав дозвіл повернутися в Москву.
Після війни брав участь в конструюванні вітчизняних ЕОМ. Зокрема, надав допомогу в розробці конструкції пульта керування ЕОМ «СТАРТ» .
Помер в 1979 році .
Адольфу Яковичу Діку присвячена книга «Літопис життя і творчості Адольфа Яковича Діка», автор Петро Федорович Казанцев.